# Máy điện
Máy điện là một khái niệm dùng để chỉ các loại máy sử dụng lực điện từ, như là các động cơ điện, máy phát điện, và một số loại máy khác. Về cơ bản thì các máy điện cũng như các loại máy khác, bản chất của chúng đều là các bộ chuyển đổi năng lượng, ví dụ như động cơ điện sử dụng điện năng để tạo ra cơ năng, trong khi máy phát điện thì ngược lại, chúng sử dụng cơ năng để tạo ra điện năng. Một trường hợp đặc biệt của máy điện chính là máy biến áp, chúng mặc dù không có bất kỳ bộ phận quay nào nhưng chúng cũng là bộ chuyển đổi năng lượng, làm thay đổi mức điện áp của dòng điện xoay chiều, nên máy biến áp vẫn được công nhận là máy điện.
Mỗi quá trình chuyển đổi luôn gắn liền với sự hao tổn năng lượng, và các máy điện cũng không ngoại lệ, nhưng sự hao tổn này là rất nhỏ (nếu so sánh với các loại máy khác). Có nhiều loại máy điện có thể cho hiệu suất lên tới 0,99/1 (99 %).
Ngày nay máy điện được dùng trong hầu hết các lĩnh vực kỹ thuật, như trong công nghiệp, giao thông vận tải, y học,... với công suất từ vài mili watt (mW) cho đến giga watt (GW).

## Nguyên tắc hoạt động
Máy điện hoạt động dựa trên các hiện tượng vật lý:
- Từ trường quay
- Lực Lorentz
- Cảm ứng điện

## Cấu tạo chung
Cấu tạo cơ bản của máy điện gồm các phần chính:
- Cuộn dây quấn
- Lõi sắt dẫn từ
- Phần cách điện
- Cấu trúc cơ học

## Phân loại

### Phân loại theo chuyển động (cơ học)
- Có phần chuyển động quay (như động cơ điện (motor điện), máy phát điện, máy đổi điện quay)
- Không có phần chuyển động quay (đứng yên) (như máy biến thế, máy chỉnh lưu điện)
- Ngoài ra còn có máy điện với chuyển động tịnh tiến

### Phân loại theo cách hoạt động
- Động cơ điện
- Máy phát điện
- Máy đổi điện
- Máy biến thế
- Máy chỉnh lưu điện